# مرتك

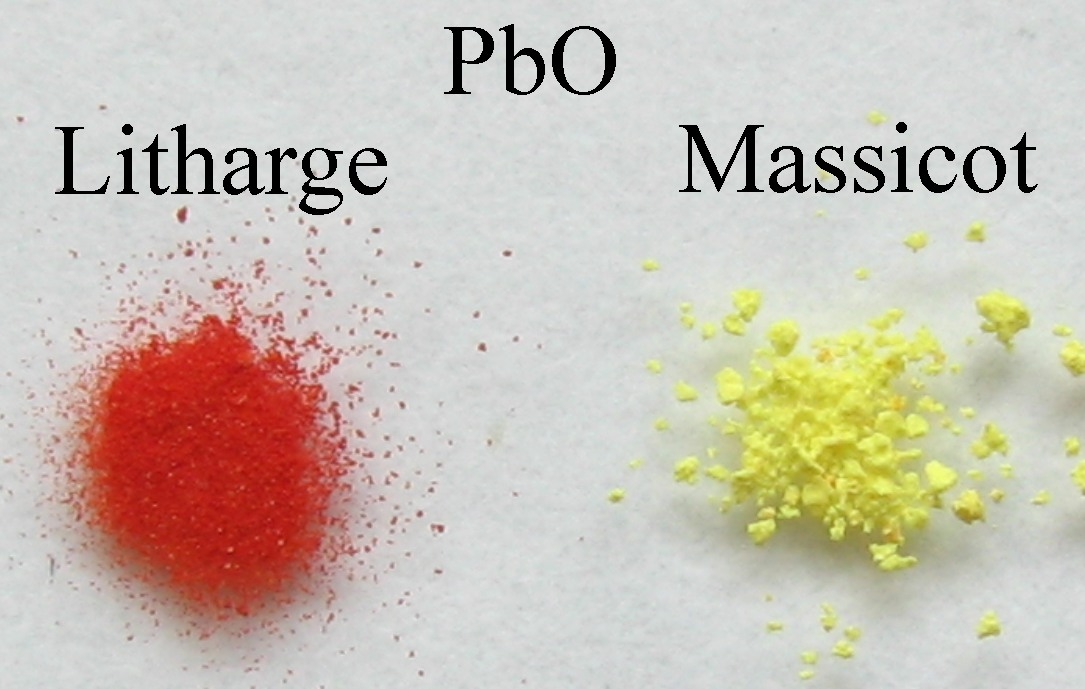
المرتك (يسارًا) مقارنة بمعدن آخر

المَرْتَك أو المُرْدَاسَنْج هو أحد المعادن الطبيعية لأكسيد الرصاص الثنائي.